# Antonino Amico
Antonino Amico (Messina, 1586 – Palermo, 21 ottobre 1641) è stato un religioso e storico italiano.
Canonico del duomo di Palermo sotto Filippo IV di Spagna, raccolse in una grande opera storiografica decine di documenti normanni e svevi riguardanti la penisola italica.

## Biografia
Antonino Amico nacque a Messina nel 1586. Studiò all'Università di Messina, dove si addottorò, in giurisprudenza o in teologia. Ordinato sacerdote, studiò il greco con il grecista messinese Leonardo Paté. Divenuto canonico del duomo di Palermo, fu insignito da Filippo IV della carica di Historiador y Chronista del Reyno de Sicilia, incarico in seguito ricoperto da altri valenti storici, come Rocco Pirri, Giovanni Evangelista Di Blasi, Rosario Di Gregorio e Domenico Scinà.
Amico viaggiò a per tutto il Regno di Napoli alla ricerca di documenti relativi alla storia medievale della Sicilia. A Napoli si legò di profonda amicizia con l'erudito Giulio Cesare Capaccio, con il quale mantenne una corrispondenza dopo il suo ritorno in Sicilia.
Studiò approfonditamente i fondi documentari della Sicilia e di Napoli con un'operosità instancabile e ricopiò tutti i documenti che riteneva degni di essere stampati relativi alla storia siciliana sia sacra che profana. Divise il suo immenso lavoro in più volumi divisi per materia. L'opera, che avrebbe dovuto essere intitolata Sicularum Rerum Scriptores coaevi et consequentium temporum nunquam hactenus editi, ex variis bibliothecis, era già pronta per la pubblicazione quando Amico morì improvvisamente. L'opera di Amico anticipò sotto molti aspetti le opere di Muratori e Ughelli in Italia e di Montfaucon e Mabillon in Francia.

## Opere
- Diplomi della Cattedrale di Messina, Palermo, 1888.
- [Opere], Palermo, 1891.